# Platánlevél-sátorosmoly
A platánlevél-sátorosmoly (Phyllonorycter platani) a valódi lepkék (Glossata) közé sorolt Keskeny szárnyú molyfélék (Gracillariidae) családjának egyik, Magyarországon is élő faja.

## Elterjedése, élőhelye
Mediterrán faj, ami hazánkban mindenfelé megtalálható. Észak felé terjed, és ahol platán van, ott előbb-utóbb feltétlenül megjelenik.

## Megjelenése
Világosbarna, krémszínű szárnyát csillogó csíkok díszítik. A szárny fesztávolsága 9–10 mm.

## Életmódja
Egy-egy évben két nemzedéke kel ki: az első rajzás májusban, a második augusztusban esedékes. Egyetlen gazdanövénye a platán, aminek levelébe a hernyó általában alsó, néha felső foltaknát rág. Kártétele könnyen felismerhető a „gyűrött” levelekről. A lepkék nappal aktívak, és természetesen a platánfák körül röpködnek.

## Külső hivatkozások
- Mészáros Zoltán – Szabóky Csaba: A magyarországi molylepkék gyakorlati albuma. Budapest: Agroinform. 2005.  arch Hozzáférés: 2018. április 6. (PDF)